# 寻秦记 (网络剧)
《寻秦记》（英語：A Legend of A Modern Man Gets Back to Qin Dynasty），2018年中国大陆古装剧，故事背景为春秋战国时期，翻拍自香港翡翠台于2001年播出的同名电视剧《尋秦記》。由陈翔、郭晓婷领衔主演；前小虎隊成員吴奇隆客串之外同時兼任劇集艺术总监。于2018年1月18日在优酷视频首播。

## 播出时间
| 频道     | 所在地                        | 播映日期      | 播出时间 | 备注                        |
| -------- | ----------------------------- | ------------- | -------- | --------------------------- |
| 优酷视频 | 中国大陆                      | 2018年1月18日 |          | 在有酷電視版,由網路版來登入 |
| Vidfish  | 新加坡， 马来西亚, 印度尼西亞 | 2018年11月2日 |          |                             |

## 劇情
故事從外太空上的一艘航艦開始，突然遭遇一團黑洞，艦上部份逃脫的引擎發生故障，此艦艦長（吳奇隆飾）說要拯救大家，叫項少龍（陳翔飾）準備一艘小飛船，經過與鄧玲的對話後，項少龍看在眼裡，暗自決定把艦長電昏，以代理艦長的身分駕著自己的小飛船（星雲號）向黑洞飛去。

## 演员

### 主要角色
| 演員   | 角色      | 介紹 |
| 陈翔   | 项少龙    | 二十一世紀人，2050年太空船宇航艦成員，乘座星雲號撞向黑洞拯救主艦，後穿越到古代戰國。 遇到星雲、乌廷芳、趙倩、趙盤、連晉等人，因為趙倩多次捨身相救與之成婚。 墨門宗師元宗的徒弟，被授予墨子劍法及鉅子之位。喜歡星雲，趙盤的師父及好友關係，最後關系破裂，趙盤回到秦國後項少龍與琴清、鄒衍、滕翼一同隱居山林，並與琴清育有一子項寶兒，即項羽。               |
| 郭晓婷 | 星云/琴清 | 墨門宗師元宗的外孫女，秦國呂不韋的女兒，趙盤的同父異母妹妹，一直跟隨元宗學習，患有心悸之症即先天性心臟疾病。 項少龍穿越後第一個遇到的人，喜歡項少龍。 因心臟病向魚崖子求醫，得知忘情忘愛能舒緩病情，故改名琴清。最後在魚崖子所贈竹簡中得到解藥治病。 跟趙盤回到秦國後與項少龍、鄒衍、滕翼一同隱居山林，並嫁予項少龍為他誕下一子項寶兒，即項羽。            |
| 牛子藩 | 赵盘/嬴政 | 趙穆與趙雅之義子，實為朱姬親生，星雲同父異母哥哥，即真正的質子嬴政。 鍾情星雲，最初知道星雲有心臟病的人，為了取得救治星雲的藥多次冒險。 一開始與項少龍敵對，後成為項少龍徒弟與其出生入死，更多次救項少龍於險境。 最後因為烏家堡滅門、巨鹿侯隕落、荆俊等人的死，立心成為真正的嬴政。 回到秦國後心狠手辣先後剷除呂不韋、李牧，後滅六國一統天下，即為秦始皇。 |

### 戰國時期
| 演員   | 角色   | 介紹 |
| 何涌生 | 烏應元 | 烏家堡堡主，烏廷芳之父，對項少龍十分信任。 多年前與秦國呂不韋有協議，後被赵穆陷害以致烏家堡滅門，自己亦身葬烏家堡。 |
| 夏楠   | 乌廷芳 | 烏家堡堡主烏應元之女，初期對項少龍沒好感，後漸生情愫。 最後嫁予連晉卻被連晉背叛烏家堡滅門，導致精神失常，更被連晉玷污及殺害。 |
| 赵振廷 | 连晋   | 儀表及劍術均不凡的年輕劍客，喜歡烏廷芳，一直待在烏家，與項少龍出生入死。 被赵穆以劍譜所誘，倒戈致烏家堡滅門，姦殺烏廷芳，最後被項少龍所殺。 |
| 宋來運 | 鄒衍   | 五行學說大師，學識淵博。 善於天文星象、卜卦，多次算出項少龍有危機而及時出現營救。 最後與項少龍、琴清及滕翼一同隱居山林。 |
| 杜奕衡 | 元宗   | 墨門宗師，教授項少龍墨子劍法，並傳授鉅子之位。 被劍聖曹秋道所殺。 |
| 闫霖飛 | 騰翼   | 墨門弟子，性格忠厚老實，初期被誤導而與項少龍為敵，更欲奪墨門鉅子之位。 後拜服項少龍能力氣度，承認其為新任墨門鉅子，與之出生入死。 最後與項少龍、琴清及鄒衍一同隱居山林。 |
| 朱榮榮 | 嚴平   | 墨門弟子，同時也是巨鹿侯趙穆的手下，因偷和氏璧被逮，死於趙盤之手。 |
| 于波   | 赵穆   | 趙國巨鹿侯，老奸巨猾，赵盘的義父，陷害烏家堡致其滅門。 最後為保趙盤撤退，被李牧射殺。 |
| 陈秀丽 | 赵雅   | 居於巨鹿侯府，趙盤之母，一直疼愛趙盤。 代替趙穆賜毒酒予秦國質子，得知質子實為自己親兒後傷痛欲絕，更得上離魂症。 最後為保趙盤撤退，被李牧射殺。 |
| 梁霆炜 | 荆俊   | 赵盘近侍，說起話來滔滔不絕，被趙盤以木條封口，但其實與他情同兄弟。一直喜歡塵音。 最後為保趙盤撤退，被李原軍隊殺死。 |
| 左航   | 塵音   | 赵盘近身女侍，武功卓越，喜歡趙盤，一切以趙盤為優先考慮。 最後保護趙盤登上帝位後，自刎而死。 |
| 陈晨   | 赵倩   | 趙國公主，赵盘表姐，喜歡項少龍，被賜婚到魏國，後與項少龍成婚，多次救項少龍於險境，最後為救項少龍被信陵君射殺。 |
| 周文韬 | 王子政 | 秦國王子嬴政，朱姬之子，被趙國囚禁的质子(人質)，實為趙雅親生。被趙國大王賜毒酒而死。 |
| 言杰   | 信陵君 | 龍陽君死對頭，少原君的舅舅。與巨鹿侯設計陷害項少龍刺殺魏國太子，三晉合一失敗後被塵音一劍刺死。 |
| 高勝武 | 龍陽君 | 項少龍好友，信陵君之死敵。魏王的寵愛男侍，“独得君王一生怜爱”。 愛好男色，曾借用刑偷看項少龍的裸體，亦借故在比賽後偷窺項少龍等眾男入浴。 得宠于魏王并使后宫无数美女都在他面前黯然失色，除了美貌更是当时数一数二的剑术高手，也经常代表魏国出使他国，并兼具美人、剑术家、计谋家、武术家、外交家等多种称呼。                                                                                 |
| 袁野   | 少原君 | 少原君赵德，其父是被誉为战国四公子之一的平原君赵胜，信陵君的外甥。 为人狡猾自傲，整日打着已故父亲的名号肆意妄为，是一名不折不扣的纨绔子弟。 與趙盤表面友好，實際與其一直有不少敵對賭局，曾因趙盤拜師一賭局輸掉不少家財。 趙國公主趙倩嫁到魏國時曾聯合龍陽君向項少龍下春藥，反被識破灌藥致醜態百出。 另一方面很懂得审时度势，内心也有自己的小算盘，最後被趙盤陷害為秦國奸細而被趙王賜死。 |

### 2050年
| 演員   | 角色 | 介紹 |
| 吴奇隆 | 展风 | 廿一世紀人，2050年宇航艦艦長，項少龍上司。 原打算自己乘座星雲號撞向黑洞拯救主艦，後被項少龍電擊暈倒掉包。 |
| 秦杉   | 鄧玲 | 廿一世紀人，2050年宇航艦成員。                                                                            |

## 註解
1. ↑  吳奇隆同時是本劇的藝術總監。